# Hillingdon (Metropolitano de Londres)
Hillingdon é uma estação do Metrô de Londres em North Hillingdon, no borough londrino de Hillingdon, Oeste de Londres. Localizada entre Uxbridge e Ickenham, fica na Zona 6 do Travelcard. É a penúltima estação do ramal de Uxbridge tanto da linha Metropolitan quanto da linha Piccadilly . Reconstruída em 1992, é também a estação construída mais recentemente na linha Metropolitan.

## História
A Metropolitan Railway (Harrow & Uxbridge Railway) construiu a linha entre Harrow-on-the-Hill e Uxbridge; esta foi inaugurada em 4 de julho de 1904, com uma estação intermediária em Ruislip. No início, os serviços eram operados por trens a vapor, antes da eletrificação ser concluída em 1 de janeiro de 1905.

O edifício original da estação, 1933

O desenvolvimento no norte de Middlesex nas duas décadas seguintes levou à abertura de estações adicionais para incentivar o crescimento de novas áreas residenciais. Hillingdon foi o último a abrir, em 10 de dezembro de 1923, com serviços das linhas Metropolitan e District.
Em 23 de outubro de 1933, o serviço da linha District foi substituído pela linha Piccadilly. Entre meados da década de 1930 e meados da década de 1950, a estação recebeu o nome de Hillingdon (Swakeleys), nome que ainda aparece nas rodelas da plataforma. O pátio de mercadorias foi fechado em agosto de 1964.

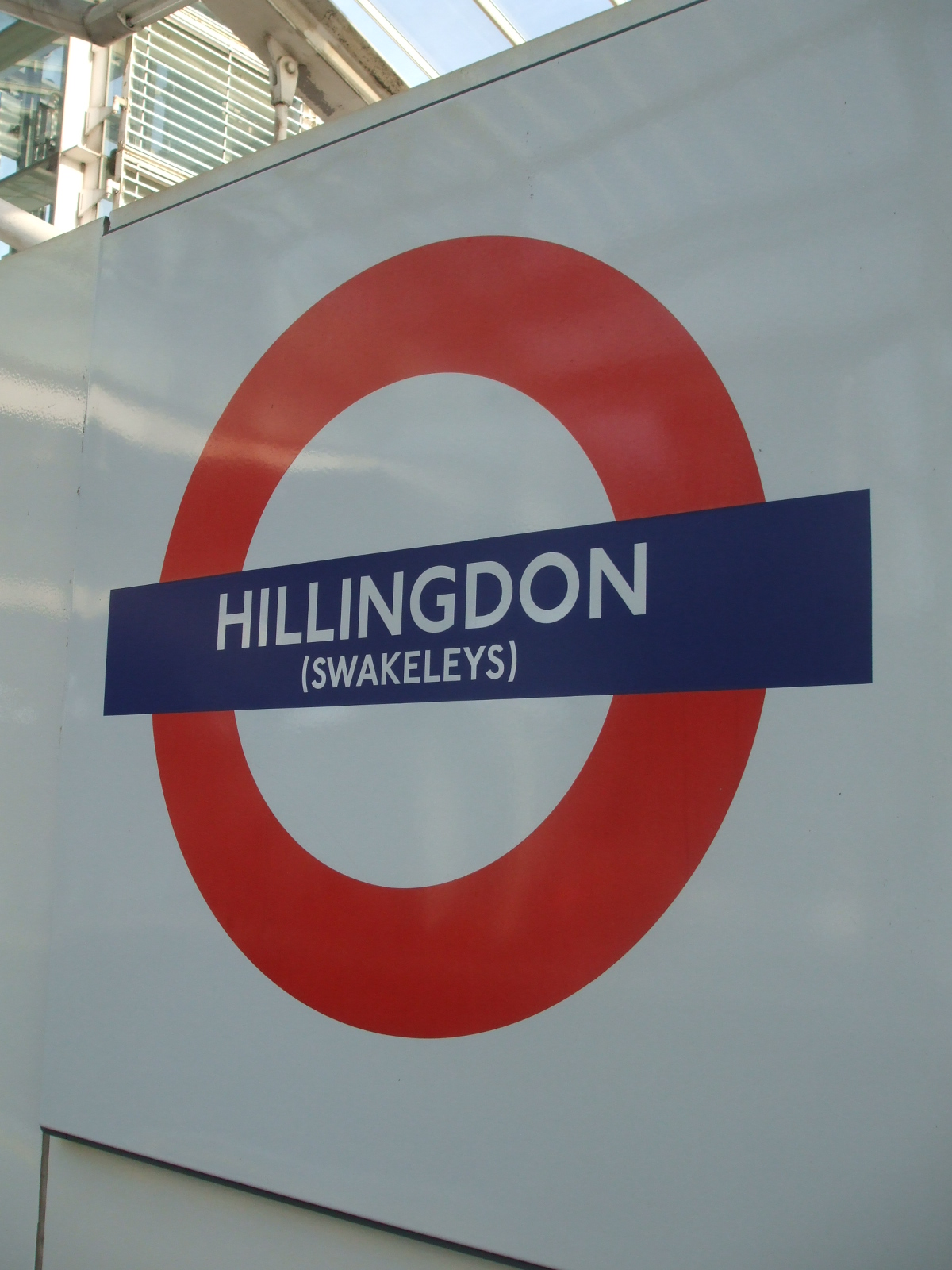
O roundel da estação atual ainda tem seu nome de estação original. "Swakeleys" é uma referência ao cruzamento próximo da A40 Western Avenue.

### Nova estação na década de 1990
Para permitir o alargamento da A40 (Western Avenue) em Hillingdon Circus, a antiga estação foi demolida e uma nova estação construída a sul. Projetada pelos arquitetos Cassidy Taggart Partnership em um projeto desconstrutivista, a nova estação foi inaugurada ao sul da original em 6 de dezembro de 1992. Amplamente aclamada, a estação recebeu o Civic Trust Award em 1996 por seu design e o prêmio Estação de Metrô do Ano em 1994. A estação foi identificada em julho de 2011 como um dos edifícios listados localmente do borough londrino de Hillingdon.
A estação possui estacionamento e é acessível para pessoas com deficiência sem uso de escadas ou escadas rolantes. Possui pessoal, mas a bilheteria foi fechada em julho de 2015. Indicadores do próximo trem foram instalados na bilheteria e em ambas as plataformas durante maio de 2016; isso coincidiu com obras de melhoria da estação, incluindo a limpeza da cobertura envidraçada da estação e a vedação de áreas da cobertura para dissuadir os pássaros em nidificação.
Em setembro de 2019, uma briga na plataforma levou ao assassinato de Tashan Daniel, de 20 anos. Seus dois agressores foram condenados por homicídio e homicídio culposo.

## Serviços

### Linha Metropolitan
A linha Metropolitan é a única linha a operar um serviço expresso, embora atualmente para os trens da Linha Metropolitana no ramal de Uxbridge este seja no sentido leste apenas nos picos da manhã (06:30 às 09:30), de segunda a sexta-feira.
O serviço fora de pico em trens por hora (tph) é:
- 8tph sentido leste para Aldgate via Baker Street (todas as estações)
- 8tph sentido oeste para Uxbridge

O serviço de pico matinal em trens por hora (tph) é:
- 2tph sentido leste para Aldgate via Baker Street (semi-rápido)
- 4tph sentido leste para Aldgate via Baker Street (todas as estações)
- 4tph sentido leste para Baker Street (todas as estações)
- 10tph sentido oeste para Uxbridge

O serviço de pico noturno em trens por hora (tph) é:
- 7tph sentido leste para Aldgate via Baker Street (todas as estações)
- 3tph sentido leste para Baker Street (todas as estações)
- 10tph sentido oeste para Uxbridge

### Linha Piccadilly
Entre Rayners Lane e Uxbridge não há serviço da Piccadilly Line antes aproximadamente das 06:30 (segunda a sexta) e 08:45 (sábado a domingo), exceto uma partida matinal de Uxbridge às 05:18 (segunda a sábado) e 06:46 (domingo).
O serviço fora de pico em trens por hora (tph) é:
- 3tph sentido leste para Cockfosters
- 3 tph sentido oeste para Uxbridge

O serviço de horário de pico em trens por hora (tph) é:
- 6tph sentido leste para Cockfosters
- 6tph sentido oeste para Uxbridge

## Conexões
- Rotas de ônibus de Londres 278 e U2
- Oxford Tube